# Дело мисс Стоун

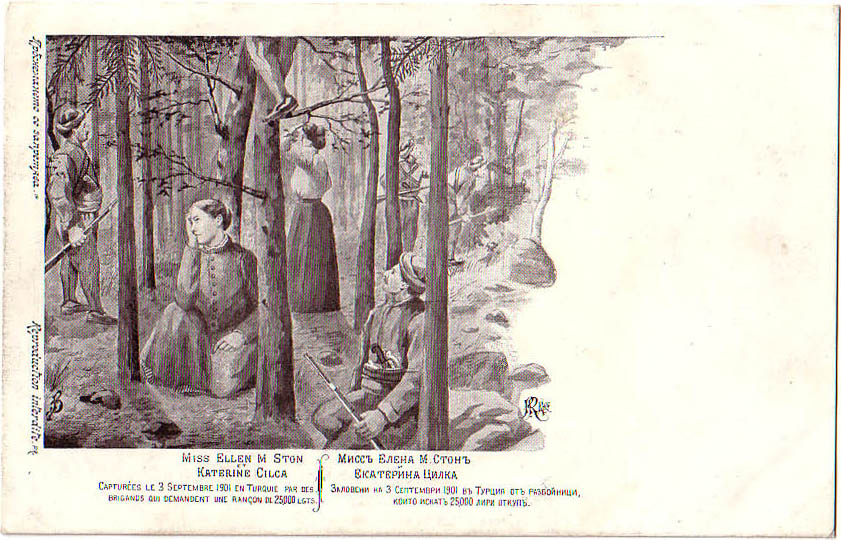
Открытка, изображающая похищение мисс Эллен Стоун и Катерины Цилка.

«Дело мисс Стоун» — событие в истории Македонии, похищение американской протестантской миссионерки Эллен Стоун и её подруги Катерины Цилка отрядом Внутренней македонско-одринской революционной организации под руководством Яне Санданского и Христо Чернопеева в 1901—1902 годах.

## Предыстория

### Солунское дело
В результате Солунского дела, ставшего одним из крупнейших провалов организации, ВМОРО попала в тяжелое положение. Большая часть сети была раскрыта. Значительная часть бумаг и архивов попала к турецким властям. Центральный комитет ВМОРО был парализован из-за ареста его членов. После завершения солунского дела ВМОРО начала работу по восстановлению организации и в первую очередь решению острой финансовой проблемы.
В конце марта 1901 года в Софии, в отеле «Баттенберг» прошло совещание, на котором присутствовали Георгий Делчев, Георги Петров, Владимир Руменов, Ризо Ризов и Георги Стрезов. На встрече предлагалось просить о финансовой помощи болгарское правительство, но Делчев категорически отверг этот вариант. Для пополнения кассы организации он решил провести в Македонии акции с похищениями.

### Первые попытки

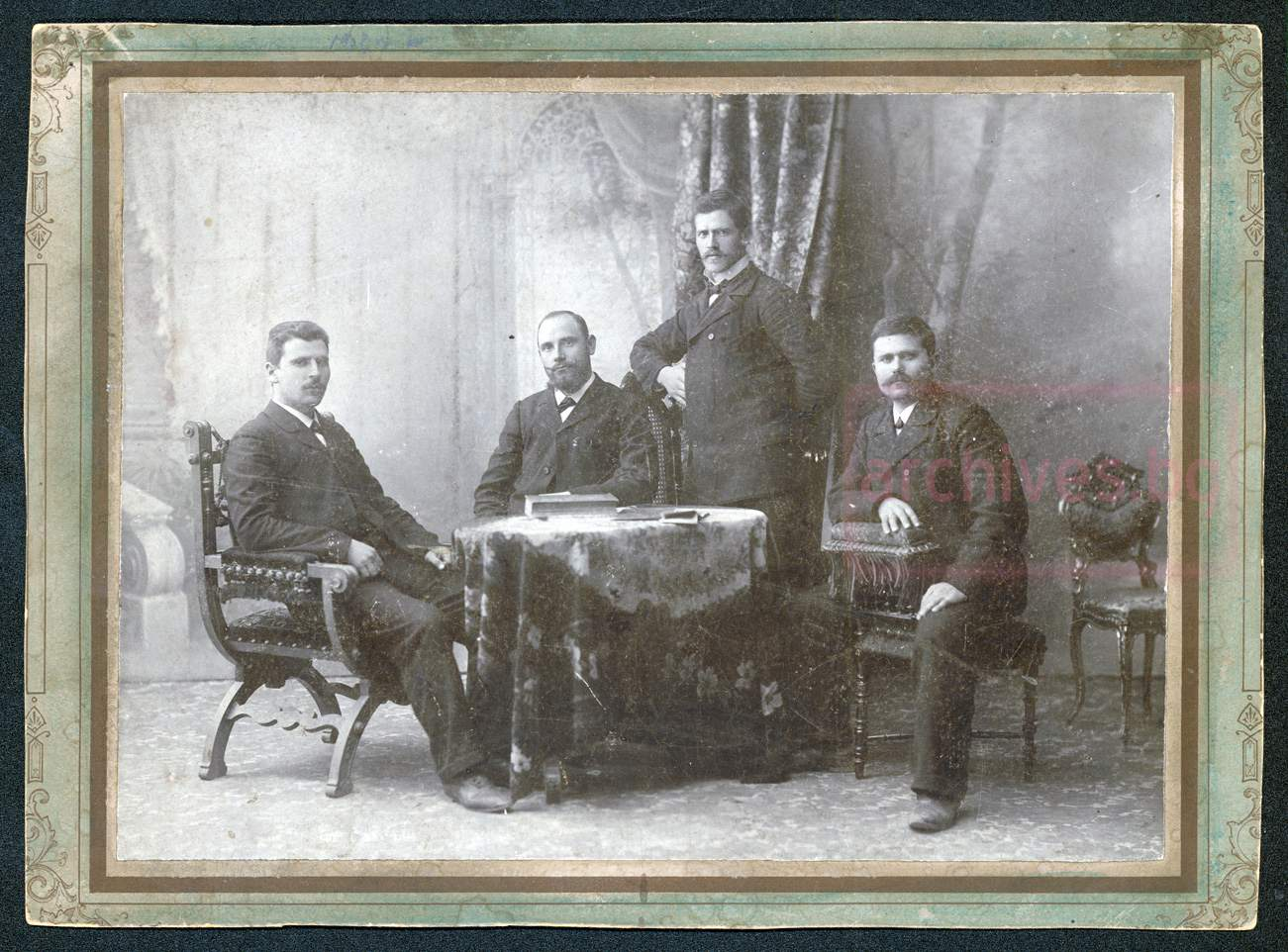
Участники дела мисс Стоун: Сава Михайлов, Яне Санданский, Крастьо Асенов и Христо Чернопеев.

В 1901 году одной из основных проблем, стоящих перед ВМОРО, было отсутствие средств на вооружение. Гоце Делчев поручил Михаилу Герджикову совершить похищение в Македонии, но турецкие власти из-за солунского дела применили меры повышенной готовности, и попытка похищения не удалась.
Финансовый кризис организации был основным вопросом, обсуждавшимся на совещании руководства ВМОРО в Кюстендиле летом 1901 года, где присутствовали Делчев, Санданский и Чернопеев. На этой встрече Делчев заявил, что мелкие грабежи только подрывают репутацию организации и не способствует решению финансовых проблем. Санданский предложил похитить князя Фердинанда I во время посещения Рильского монастыря, но Делчев выступил против столь радикального плана. По его мнению, похищение должно было состояться на османской территории. Делчев также предложил организовать сбор добровольных пожертвований в Болгарии. Организация встала перед неразрешимой проблемой: мелкие грабежи были нежелательны, крупные акции несли огромный риск как для ВМОРО, так и для всего освободительного движения, а финансовое положение требовало незамедлительных действий.
Делчев дважды неудачно пытался похитить богатых турок и греков. Позже был разработан план похищения Николая, сына Ивана Гешова, но и эта попытка провалилась. Чернопеев и Санданский обсуждали похищение богатого турка возле Симитли, но план провалился. В июле 1901 года Сандански, Чернопеев и Сава Михайлов подготовили похищение Сулейман-бея, сына горноджумайского паши, но из-за болезни Сулейман-бея и эта акция сорвалась. Санданский обратился к идее похищения протестантского миссионера в Банско. В качестве первой цели был намечен глава миссии в Салониках доктор Джон Генри Хаус.

## Похищение

### Подготовка акции

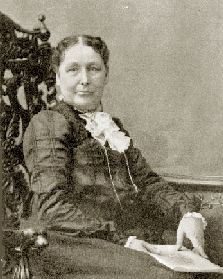
Эллен Мэри Стоун.

Отряд Санданского прибыл в Банско, где его встретил местным деятель ВМОРО Йонко Вапцаров. После разговоров с местными протестантами стало ясно, что идея заманить Хауса в Банско обречена на провал, но что к намеченному времени прибудет другой американский миссионер Эллен Стоун с помощницей, болгаркой Катериной Цилка. Они проведут короткий курс подготовки болгарских учительниц для начальных протестантских училищ. К тому же, как считал Чернопеев, похищение Эллен Стоун даже более желательно: местные жители хорошо относились к Хаусу, а мисс Стоун проповедовала, что порабощённое население должно ждать помощи не от революционеров, а от Господа.
В первую очередь о предстоящей акции оповестили разложский околийский революционный комитет в Банско, возглавляемый Димитром Лазаровым. Одобренный план содержал несколько основных пунктов:
- отряд похитителей должен быть немногочисленным и в него не должны входить Санданский, Чернопеев, Стоил Просяков и еще 20 повстанцев, которые должны уехать в Градево на два дня раньше;
- похищение нужно совершить по дороге Разлог — Горна Джумая, в месте, известном как «Подпрената скала» (Подпорная скала);
- комитет в Градево во главе с Ангелом Мазнеовым будет содействовать акции;
- с отрядом должен отправиться Вапцаров, который узнает женщин;
- для сопровождения мисс Стоун возьмут также Катерину Ушеву.

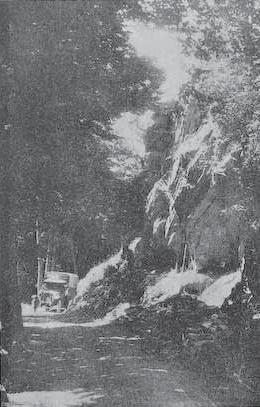
Место у скалы, где были похищены Эллен Стоун и Катерина Цилка.

Гоце Делчев и Георги Петров были посвящены в детали плана, но Делчев всё ещё продолжал сомневаться в нём, а Петров не считал, что похищение принесёт сколько-то значительную финансовую выгоду.

### Реализация похищения
Планирование похищения с участием членов протестантской миссии заняло около двух недель. Отряд во главе с Николаем Дечевым ждал возле Банско. Ожидание нервировало Дечева и он отправил Санданскому и Чернопееву резкое письмо, в котором грозил, что в тот же вечер вернётся в Болгарию, если они не появятся. Дечев отбыл, взяв с собой 11 бойцов. В отряде остались лишь пять человек, включая Санданского и Чернопеева. Им удалось убедить десятников в Банско в необходимости акции, и отряд пополнился ещё несколькими бойцами. Позже из Болгарии прибыл и Асенов с четырьмя бойцами. Отряд ждал вблизи Подпорной скалы у дороги от Банско к Горна Джумая, по которой Эллен Стоун должна была вернуться в Салоники.
Непосредственно перед акцией возникли сомнения, удастся ли её реализовать, ведь часть состоятельных жителей Банско возражала против неё. Чернопеев, однако, настоял, что финансовый вопрос должен быть разрешён срочно. В это время глава районного комитета в Банско Димитр Лазаров познакомлся с мисс Стоун и узнал точный день и час поездки. Участники похищения оделись в турецкую одежду и решили говорить между собой на турецком языке, чтобы создать впечатление, что похищение совершили турки. В поездку вместе с Эллен Стоун должны были отправиться Катерина Ушева, Катерина Цилка, Григорий Цилка, три учительницы, две школьницы и другие. По плану пассажиры должны были разделиться в Горна Джумая, откуда мисс Стоун собиралась отправиться в Салоники, а Катерина Цилка — в Корча.
Эллен Стоун и Катерина Цилка были похищены поздно вечером 21 августа (3 сентября) 1901 года. Похищение сразу пошло не совсем по плану. Крестьяне, которые должны были снабжать отряд продовольствием, не смогли доставить его, опасаясь подошедших в деревню турецких войск. Мисс Стоун отправилась в поездку позднее, чем предполагалось. В результате повстанцы без еды ждали у дороги два дня. Катерина Ушева, которая планировалась в качестве второй заложницы, заболела, и вместо неё пришлось похититить Катерину Цилка, которая была на пятом месяце беременности. Непосредственно перед акцией отряд вступил в схватку с неким албанцем, который открыл стрельбу из револьвера и ранил одного из бойцов отряда. В ходе операции выяснилось, что этот албанец — разбойник, который терроризировал окрестные села, и Асенов его ликвидировал. К тому же повстанцы забыли, что разговаривать нужно только на турецком языке. В результате попытка замаскировать похищение действиями турецкой банды не удалась.

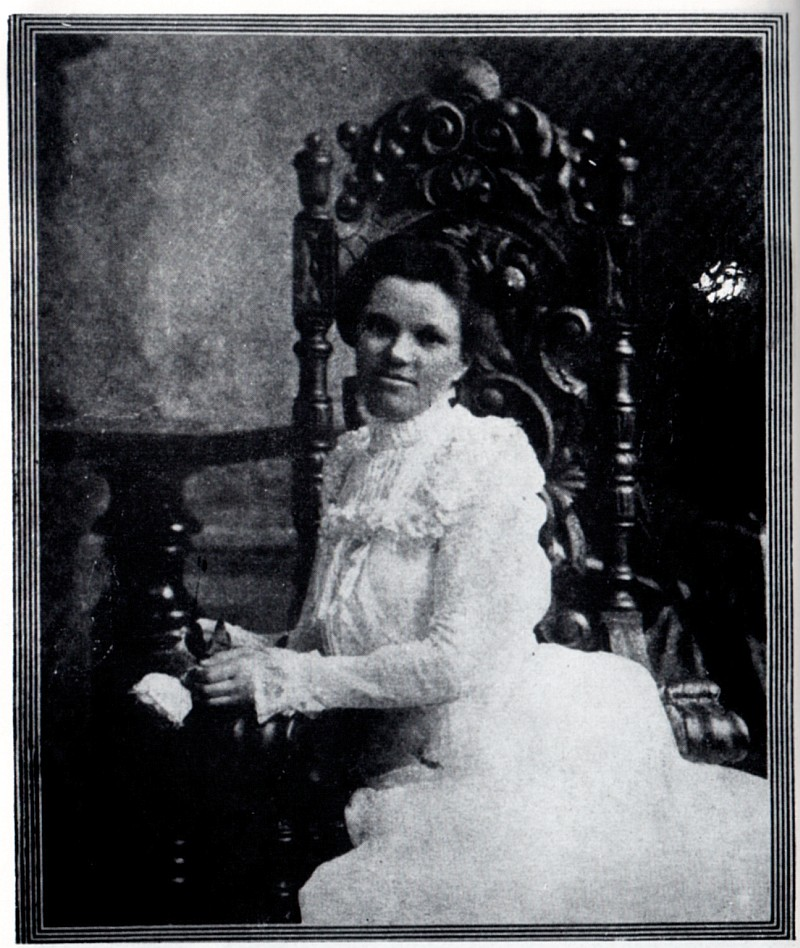
Катерина Цилка.

Османский комиссариат отправил в Министерство иностранных дел и вероисповедания в Софии официальную ноту, где утверждал, что похитителями были болгары, члены македонского комитета.
Похитителям пришлось преодолевать серьёзные трудности, укрываясь от преследовавших их подразделений турецкой армии и отрядов Верховного македоно-одринского комитета.

### Первые дни
Отряд постоянно менял направления, из соображений безопасности передвигался по ночам и на второй день после похищения достиг Нижней Сушицы. Здесь женщинам сообщили, что они были похищены с целью выкупа и предупредили, что при попытке побега они будут убиты. На третью ночь отряд вошёл в Болгарию, где можно было ждать, пока ситуация в Горна Джумая успокоится. Похитители остановились в селах Фролош и Цървище, а Сандански отправился в Дупницу для лечения и сбора информации.
В Дупнице Николай Малешевский сообщил, что болгарская армии и жандармерия обыскивают пограничную территорию. Отряд решил вернуться в Горна Джумая. На обратном пути отряд и похищенные женщины остановились в Селиште и начали переговоры о выкупе.
На следующий день после похищения Григорий Цилка и другие попутчики мисс Стоун, оставшиеся на свободе, известили местную протестантскую миссию о случившемся. Джон Хаус получил сообщение по телеграфу и, в свою очередь, уведомил американского почётного консула в Салониках Периклиса Хадзилазару, а тот — американского консула в Константинополе Чарльза Дикенсона.
На шестой день похитители вынудили Эллен Стоун написать письмо о необходимости переговоров. Письмо диктовали Санданский и Чернопеев, а выбор адресата предоставили самой мисс Стоун. Она отправила письмо своему другу в Банско Костадину Петканчину. В письме было сказано, что за возвращение женщин нужно уплатить выкуп 25 тысяч золотых турецких лир, и что Петканчин должен известить Уильяма Питта — казначея в американском совете в Константинополе. Напуганный этим письмом, Петканчин сообщил о произошедшем турецким властям. Так провалилась первая попытка начать переговоры.
Затем мисс Стоун написала новое письмо и на этот раз отправила его доктору Хаскелу, миссионеру в Самокове. Это второе письмо доставил лично Асенов, сопровождали его Петров и Малешевский. 15 сентября (28 сентября) доктор Хаскел встретился в Константинополе с Чарльзом Дикенсеном, Уильямом Питтом и Эдди Пенсером, временным представителем США.

### Действия для освобождения заложниц
Дело мисс Стоун стало первым случаем похищения американского гражданина за рубежом. Госдепартамент США заявил, что уплата выкупа может стать опасным прецедентом, с другой стороны, без одобрения Конгресса выплата в любом случае была невозможна. Но в случае, если нужная для выкупа сумма будет собрана за счёт добровольных пожертвований, госсекретарь обещал обратиться к Конгрессу с просьбой о компенсации донаторам. Для сбора средств был открыт специальный банковский счёт.
Дикенсон, к тому времени назначенный представителем США в Софии, пытался оказать давление на болгарское правительство и организовать военную операцию по захвату группы похитителей. Болгарские власти отказали на том основании, что группа находится на территории Османской империи и потому недосягаема. Министр внутренних дел Михаил Сарафов также письменно известил Дикенсона, что не допустит выплаты выкупа на болгарской территории, чтобы не провоцировать повторения подобных действий со стороны турецких преступников. Продолжавший настаивать Дикенсон был объявлен нежелательной персоной на территории Болгарии. Поверенный в делах США в Константинополе Эдди Пенсер вёл переговоры о вооружённом захвате с турецкими властями и просил представителя Российской империи Зиновьева повлиять на Центральный комитет ВМОРО.
В октябре и ноябре 1901 года переговорщики провели несколько встреч с похитителями. Располагая суммой 66 тысяч долларов США (около 15 тысяч лир), переговорщики пытались уменьшить сумму выкупа. На случай, если похитители откажутся от уменьшения суммы выкупа, Госдепартамент планировал запасные варианты — от уплаты полной суммы в 25 тысяч лир до введения военных кораблей США в Варненский залив, чтобы вынудить Болгарию и Турцию начать военные действия против похитителей.
Похитители, однако, согласились на уменьшение суммы выкупа до 14,5 тысяч турецких лир.

### Осложнения и завершение акции
Яне Санданский, Христо Чернопеев и Крастьо Асенов не ожидали, что похищение настолько усложнится и займет в общей сложности почти полгода.
Основной проблемой было поместить заложниц в безопасное место, за это отвечал Санданский. Приближались осень и зима, и возникло предложение перевезти заложниц к Арджанскому озеру, но отряд вместе с женщинами решил задержаться в горах Пирин и расположиться вблизи Селиште и Покровника.
Отряду угрожали турецкие войсковые формирования в горах и болгарские пограничники, делавшие невозможными возвращение на болгарскую территорию. Дополнительную опасность представлял и отряд верховистов под командованием Дончо Златкова. Летом 1901 года Златков атаковал отряд Санданского в деревне Тросково с целью отбить американских миссионерок. Перестрелка длилась всю ночь. Санданский уже начал отступать, но на подмогу подошёл Чернопеев с полусотней бойцов. Санданский хотел укрыться от Златкова в Цервище, но из-за болгарских пограничных патрулей был вынужден вернуться в Македонию.
Все эти опасности вынуждали повстанцев постоянно передвигаться, но это было очень трудно из-за беременности Катерины Цилка и преклонного возраста мисс Стоун, которой было 55 лет.
Яне Сандански решил поискать убежище в селе Влахи, где Цилка может родить. Схватки, однако начались еще в дороге и отряд остановился в Сербиново. Роды принимали две местные жительницы. 22 декабря (2 января) Катерина Цилка родила девочку, которую назвали Еленой в честь Эллен Стоун. Через три дня село пришлось покинуть, уходя от турецкой армии. Цилка была ещё не в состоянии идти или ехать, для неё изготовили специальный ящик, который волокла лошадь. По пути во Влахи младенец начал плакать и Чернопеев, поддержанный несколькими соратниками, предложил убить ребёнка. Санданский категорически отверг эту идею, ведь это означало бы убить их дело в глазах народа.
После длительных переговоров в Софии и Самокове стороны пришли к соглашению. Из Константинополя спецвагоном охраняемый груз — 104 килограмма золота — прибыл в Банско. Похитители получили выкуп 18 января 1902 года в Банско. Заложниц освободили 2 февраля в Струмишко.

## Последствия
Акции способствовала полуляризации ВМОРО далеко за пределами Османской империи. Этому содействовала и сама мисс Стоун, которая рассказывала о похищении на лекциях в США. Негативным последствием стало раскрытие комитетов ВМОРО. После акции османские власти арестовали 43 человека.